# Trióxido de arsênio
Trióxido de arsênio, também conhecido como arsênico, é o mais importante composto comercializado do arsênio, e o principal material primário para a química do arsênio. É um subproduto altamente tóxico de determinados tipos de processamento de minério, como por exemplo a mineração de ouro.

## Preparação
- Queimando arsênio ao ar.

4 As +3 O2 → 2 As2O3
- Hidrólise do tricloreto de arsênio.
- Processamento de minerais de arsênio. (Predominantemente uma rota industrial)

## Propriedades químicas
O trióxido de arsênio é um óxido anfótero o qual apresenta uma marcante preponderância para suas propriedades ácidas. Ele dissolve-se rapidamente em soluções alcalinas dando arsenitos. É muito menos solúvel em ácidos, mas irá dissolver-se em ácido clorídrico dando tricloreto de arsênio ou compostos relacionados. Reage com agentes oxidantes tais como o ozônio, o peróxido de hidrogênio e ácido nítrico dando pentóxido de arsênio, As2O5: a reação com peróxido de hidrogênio pode ser explosiva. E é também rapidamente reduzido a arsênio, e arsina (AsH3) pode também ser formada.

## Estrutura molecular
Moléculas tetraédricas, As4O6, na forma α e nos estados líquido e gasoso.

## Usos
- Ponto de partida para a fabricação de pesticidas baseados em arsênio (arsenito de sódio, arsenato de sódio, cacodilato de sódio).
- Ponto de partida para a fabricação de certos fármacos baseados em arsênio (Neosalvarsan) e produtos veterinários.
- Agente descolorizante para vidros e esmaltes.
- Preservativo para madeira.
- "Veneno" para a recombinação com hidrogênio para estudos metalúrgicos.
- Ponto de partida para a preparação do elemento arsênio, ligas de arsênio e semicondutores de arsenida.

## Aplicações médicas
Já no século XVII, o chinês Chung Szi-Sung, no livro "A terapêutica secreta para o tratamento de doenças venéreas", indica o uso de substâncias à base de arsênio que, até a descoberta da penicilina, era o tratamento recomendado para sífilis, ministrado, por exemplo, na forma do fármaco Salvarsan, sintetizado por Paul Erlich.
Modernamente, o arsênio e seus compostos, em especial o trióxido, encontram aplicação na medicina.
- Uso como um citostático no tratamento no subtipo de leucemia mielóide aguda, a promielocítica refratária (M3). A droga está disponível como ampolas de Trisenox®; cada uma contém 10 mg a ser diluída por infusão intravenosa.[3]
- Trióxido de arsênio é também usado para tratar leucemia em pacientes que não tenham reposta a outras medicações[4]

Trióxido de arsênio sob o nome Trisenox (fabricante: Cephalon) é um agente quimioterápico de função idiopática, usado para tratar leucemia que não apresente resposta as primeiros agentes da linha de tratamento. Suspeita-se que o trissulfeto de arsênio induza células cancerígenas a passar por apoptose. Devido à natureza tóxica do arsênico, esta droga carrega riscos significativos.
A enzima tioredoxina redutase tem recentemente sido identificada como o alvo para o trióxido de arsênio.
Trióxido de arsênio é também muito comumente usado em medicina homeopática. Chamado por seu nome em latim, Arsenicum album, existem numerosas experimentações clínicas, animais e humanas, que mostram efeitos terapêuticos de doses homeopáticas.
Um uso médico alternativo, pseudo-científico, muitas vezes invadido pelo charlatanismo, foi o de trióxido de arsênio e outros compostos de arsênio e ainda outras substâncias tóxicas nas pessoas acometidas de AIDS, inclusive por iniciativa própria, em especial nos anos 1980, como forma de eliminar a presença do vírus.

## Toxicologia
Ver também: arsenicose.
Trióxido de arsênio é facilmente absorvido pelo sistema digestivo: efeitos tóxico são também conhecidos após inalaçãoda poeira ou fumaça e após contato com a pele. A eliminação é rápida a princípio (meia vida de 1–2 dias), por metilação a ácido cacodílico e excreção na urina, mas uma certa quantidade (30–40% no caso de repetida exposição) é incorporado aos ossos, músculos, pele, cabelo e unhas (todos os tecidos ricos em queratina) e eliminado após um período de semanas ou meses.
Os primeiros sintomas de envenenamento agudo por arsênio por digestão são problemas digestivos: vômito, dores abdominais, diarreia frequentemente acompanhada por sangramento. Doses subletais podem conduzir a convulsões, problemas cardiovasculares, inflamação do fígado e rins e anormalidades na coagulação do sangue. Estes são seguidos pela aparição de linhas brancas características (listras de Mees) sobre as unhas e por perda de cabelo. Doses mais baixas conduzem a problemas de fígado e rins e a mudanças na pigmentação da pele.
Casos de envenenamento agudo são frequentemente após inalação e após contato com a pele com trióxido de arsênio. Os primeiros sinais são irritação severa do trato respiratório ou da pele exposta, seguido por problemas neurológicos a longo prazo. Mesmo as soluções diluídas de trióxido de arsênio são perigosas no contato com os olhos.
O envenenamento crônico por arsênio é conhecido como arsenicose: ocorre após exposição profissional (por exemplo, no esmaltar de metal), nas populações cujas águas potáveis contém níveis elevados de arsênico (0.3–0.4.ppm) e nos pacientes tratados por períodos longos com os fármacos baseados em arsênio.
O trióxido de arsênio tem sido apresentado como sendo um carcinogênico para humanos. Estudos em trabalhadores expostos em fundições de cobre nos EUA, Japão e Suécia indicam um risco de câncer de pulmão 6–10 vezes mais alto para os trabalhadores mais expostos comparados a população geral. A ingestão a longo prazo de trióxido de arsênio na água potável ou como um tratamento médico pode conduzir a câncer de pele. Os problemas reprodutivos (incidência elevada de parto prematuro, peso baixo no nascimento e deformações congênitas) têm sido relacionados também em um estudo com mulheres expostas à poeira de trióxido de arsênio no trabalho ou vizinhas de fundições de cobre.